# Torcida Uniformizada do Palmeiras
A Torcida Uniformizada do Palmeiras, mais conhecida como TUP, é uma torcida organizada da Sociedade Esportiva Palmeiras e ao mesmo tempo uma escola de samba sediada na cidade de São Paulo. Foi fundada em 29 de novembro de 1970, sendo a torcida palmeirense mais antiga em atividade.

## História
A TUP foi fundada em 1970 por um grupo de pessoas ligadas ao clube, alunos do Colégio Dante Alighieri, além de outros moradores da Pompeia, em sua maioria italianos ou descendentes, dentre eles figuras muito conhecidas como o técnico Mário Travaglini, o repórter Roberto Silva e o diretor do Palmeiras Mário Genovese.
A primeira sede da TUP era uma sala alugada na Rua 24 de Maio, que rapidamente se tornou ponto de encontro de muitos palestrinos. Apesar de seus fundadores serem maioria da colônia italiana, a TUP foi aberta a todos, o que proporcionou o crescimento da torcida. Com o tempo, porém, houve a necessidade de um maior espaço e a sede da TUP foi transferida para a Rua Barão de Paranapiacaba.
Durante três anos consecutivos, a TUP conquistou o troféu “Gandula” de torcida mais vibrante do país, por isso ganhou o apelido de "A Mais Vibrante" dado pelos palmeirenses.[carece de fontes?]
A TUP mudou de sede novamente, dessa vez para Rua Padre Antonio Tomás e de lá para a atual sede, na Praça Luiz Carlos Mesquita. Atualmente, a estrutura da sede possui lanchonete, vestiários, camarotes e quadra coberta.[carece de fontes?]
A TUP atualmente, está em momento de crescimento, e conta com mais de 10 mil associados em atividade.[carece de fontes?]

### Carnaval
Desde 1989, a TUP participa dos desfiles oficiais de São Paulo como um bloco carnavalesco. A agremiação foi campeã em 1992 e, mais recentemente, em 2003, tendo atingido o vice-campeonato em outras oportunidades, como em 1994 e 1997.
Para o carnaval de 2009, transformou-se em escola de samba, estreando no Grupo de acesso da UESP, equivalente à 6ª divisão do carnaval paulistano. E, em seu primeiro desfile como escola de samba, sagrou-se campeã. No ano seguinte, garante o acesso ao grupo 2, conseguindo o vice-campeonato. Em 2011, consegue a terceira colocação e adquire o direito de participar do Grupo 1 no ano de 2012. Em 2012, fica apenas com o 9° lugar, mas consegue a permanência no grupo. No ano de 2013, a TUP acabou rebaixada.

## Segmentos

### Presidentes
| Nome              | Mandato             | Ref.  |
| ----------------- | ------------------- | ----- |
| Marcelo M.M. Lima | ? - Atualidade      | [ 2 ] |
| Ricardo Boehlert  | 24 de março de 2016 | [ 3 ] |

### Presidentes de Honra
| Nome              | Mandato                          | Ref.  |
| ----------------- | -------------------------------- | ----- |
| Marcelo M.M. Lima | 24 de março de 2016 - Atualidade | [ 3 ] |

### Diretores

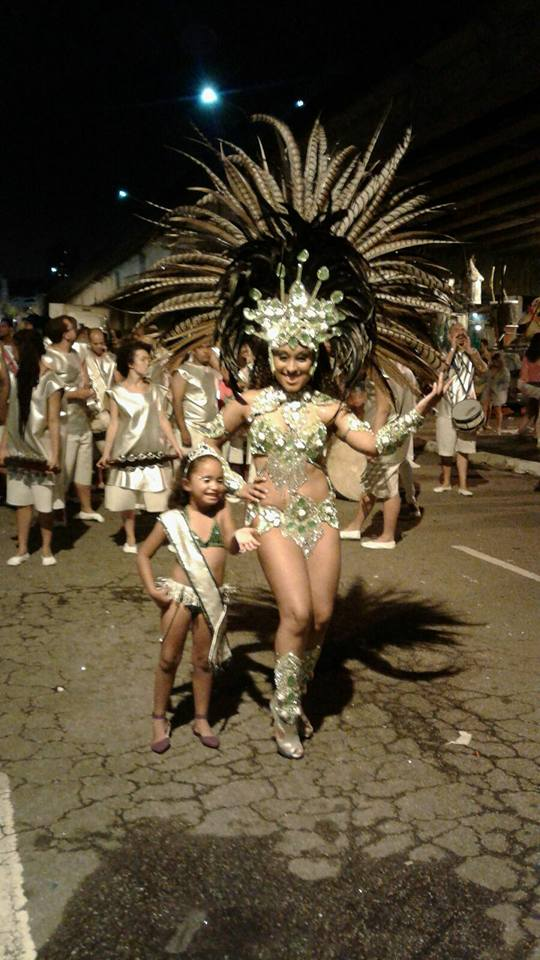
Mirella Nogueira, secretária da escola e rainha de bateria em 2016.

| Ano  | Diretor de Carnaval | Diretor geral de harmonia | Mestre de bateria | Ref.  |
| ---- | ------------------- | ------------------------- | ----------------- | ----- |
| 2015 |                     | Rica Nastrin              | Vitão             | [ 4 ] |
| 2016 | Ninho Silvestre     | Everson "Porks"           | Vitão             | [ 5 ] |
| 2017 | Rinaldo             | Cristiano Montanha        | Vitão             |       |
| 2018 | Cristiano Montanha  | Helder                    | Vitão             |       |
| 2019 | Cristiano Montanha  | Magrão                    | Vitão             |       |
| 2020 | Cristiano Montanha  | Magrão                    | Vitão             |       |

### Coreógrafos
| Ano  | Nome           | Ref.  |
| ---- | -------------- | ----- |
| 2016 | Edinho         | [ 5 ] |
| 2017 | Gustavo Rangel |       |

### Casal de Mestre-sala e Porta-bandeira
| Ano  | Nome                               | Ref.  |
| ---- | ---------------------------------- | ----- |
| 2014 | Leonardo Silva e Carlinha Coutrufo | [ 6 ] |
| 2015 | Fernando e Carla Coltrufo          | [ 4 ] |
| 2016 | Erick Sorriso e Carla Coltrufo     |       |
| 2017 | Erick Sorriso e Carla Coltrufo     |       |
| 2018 | Erick Sorriso e Carla Coltrufo     |       |
| 2019 | Erick Sorriso e Carla Coltrufo     |       |
| 2020 | Alex e Lili                        |       |

### Corte de Bateria
| Anos | Rainha de Bateria | Ref.  |
| ---- | ----------------- | ----- |
| 2016 | Mirella Nogueira  | [ 3 ] |

## Carnavais
| Ano  | Colocação | Grupo | Enredo | Carnavalesco | Intérprete | Ref.        |
| ---- | --- | --- | --- | --- | --- | ----------- |
| 2009 | Campeã | Espera | Para Tudo se Acabar na Quarta-Feira Compositores: Camilo, Tchesco e Xande | Pedro Luiz Pinotti | Luizinho |             |
| 2010 | Vice-campeã | 3-UESP | Da Vila Nova da Constituição ao Brasil Caipira... Os Parceiros do Rio Bonito; TUP Conta Piracicaba na Avenida! Compositores: Claudete Carvalho, Athayde, Leandrinho do Cavaco, Nenezão, Wagner do Cavaco e Wilsinho | | |             |
| 2011 | 3º Lugar | 2-UESP | Alegria, alegria... Brasil. Somos o povo mais vibrante e alegre do mundo Compositores: Márcio Pessi e Calado | | Agnaldo Amaral |             |
| 2012 | 9º Lugar | 1-UESP | Akuti, Cuty e Acutia: terra de encontros e partidas. Parceiro do desenvolvimento e celeiro da natureza... E a TUP em verso e prosa vem cantar! Compositores: Márcio Pessi e Calado                                  | Wagner Colzatto | Agnaldo Amaral |             |
| 2013 | 10º Lugar | 1-UESP | Das assombradas lendas às festas populares...viva o Nordeste! Compositores: Luiz Pinho, Jô Pires e Luizinho Força e Axé                                                                                             | | Alex Soares |             |
| 2014 | 9º Lugar | 2-UESP | Da destruição a um esplendor de riquezas... TUP canta Caraguatatuba mostrando sua cultura e beleza ! Compositores: Leandrinho Martins, Pedrinho Sem Braço, Anderson Alves e Fabiano Garcia.                         | David Eslavick | Alex Soares | [ 6 ]       |
| 2015 | 11º lugar | 3-UESP | Das cinzas da Fênix ressurge a mais vibrante Compositores: Biel Gordinho, Marcos Vinicius e Juninho Berin | Comissão de Carnaval                                                                                                   | Vitor Franklin | [ 4 ]       |
| 2016 | 3º lugar | 4-UESP | O imaginário do artista suburbano Compositores: Leandrinho Martins e Pedrinho Sem Braço | José Carlos Lisboa | Agnaldo Amaral | [ 5 ] [ 7 ] |
| 2017 | 4º lugar | 4-UESP | É Show! É Alegria! A TUP canta um dia de domingo | Ricardo Reis | Ronaldo Tygana |             |
| 2018 | Vice-campeã | 4-UESP | É noite. É hora de festa, de trabalho e de caridade! A TUP traz uma mensagem de fé e esperança. Fazer o bem sem olhar a quem.                                                                                       | Ricardo Reis | Luis Felipe | [ 8 ]       |
| 2019 | 8º Lugar | 3-UESP | Da Vila Nova da Constituição ao Brasil caipira… Os parceiros do Rio Bonito; TUP conta Piracicaba na Avenida!- | Marcos | |             |
| 2020 | Vice-campeã | Acesso 1 de Bairros | O meu oxente carrego com muito orgulho de ser nordestino | | | [ 9 ]       |
| 2021 | Inicialmente adiados para o mês de julho, os desfiles do Carnaval 2021 foram cancelados devido a pandemia de Covid-19. | Inicialmente adiados para o mês de julho, os desfiles do Carnaval 2021 foram cancelados devido a pandemia de Covid-19. | Inicialmente adiados para o mês de julho, os desfiles do Carnaval 2021 foram cancelados devido a pandemia de Covid-19.                                                                                              | Inicialmente adiados para o mês de julho, os desfiles do Carnaval 2021 foram cancelados devido a pandemia de Covid-19. | Inicialmente adiados para o mês de julho, os desfiles do Carnaval 2021 foram cancelados devido a pandemia de Covid-19. | [ 10 ]      |
| 2022 | 6º lugar | Especial de Bairros | O circo chegou. Tem Palhaçada, tem sim senhor! | Eduardo Caetano | |             |
| 2023 | 9º Lugar | Especial de Bairros | Jornada da Vida, a 10 mil anos atrás | Eduardo Caetano | | [ 11 ]      |
| 2024 | 12º Lugar | Especial de Bairros | Literatura brasileira, te apresento uma aventura fascinante | Rodolfo Santos | Thiago Melodia | [ 12 ]      |

## Torcidas Aliadas
- Ira Jovem do Vasco
- Movimento Força Independente MOFI do Ceará
- Força Jovem do Vasco
- Geral do Grêmio
- Máfia Tricolor do Grêmio
- Torcida Organizada Esquadrão Atleticano do Atlético Mineiro
- Força Jovem do  Goiás
- Terror Tricolor do Bahia